# Стоян Атанасов (преводач)
Вижте пояснителната страница за други личности с името Стоян Атанасов.
Стоян Илиев Атанасов е български преводач от френски език и професор в Софийския университет.

## Биография
Автор е на множество произведения, посветени на френската литература (Средновековие и Ренесанс). Редактор и преводач на повечето от книгите на Цветан Тодоров.
Професор по френска литература в Софийския университет от 2011 г.
Чел е лекции в Париж (Сорбоната), Бордо, Лион, Антверпен, Льовен, Лавал, Монреал, Неапол, Белград.

### Изследвания
- Les Enjeux sémantiques dans les romans de Gauvain du XIII-e s., Annuaire de l'Université de Sofia, Faculté des Lettres Classiques et Modernes, tome 87, livre 2, 1986
- L'idole inconnue, Orléans: Paradigme, 2000, 141 pp.
- Цветан Тодоров: аксиология на разума, София: Изток-Запад, 2011, 290 стр.

### Съставителство
- Chrestomathie de la Littérature française du Moyen âge, Presses Universitaires de Veliko Tarnovo, 1984, 239 pp.

### Преводи от френски на български език
- Жан дьо Лабрюйер, Характери, Варна: Георги Бакалов, 1976, 437 стр.
- Волтер, Философски речник, Варна: Георги Бакалов, 1982, 391 стр.
- Пол Лафарг, Естетика и литература, София: Наука и изкуство, 1988, 264 стр.
- Речи на Дантон, в Мирабо, Дантон, Марат. Оратори на Великата френска революция, София: Наука и изкуство, 1989, 353 стр.
- Цветан Тодоров, Завладяването на Америка. Въпросът за другия, София: Университетско издателство „Св. Климент Охридски“, 1992, 248 стр.
Завладяването на Америка. Въпросът за другия, второ допълнено издание, София: Изток-Запад, 2010, 323 стр.
- Ролан Барт, Разделението на езиците, София: Наука и изкуство, 1995, 246 стр.
- Цветан Тодоров, На чужда земя, София: Отворено общество, 1998, 260 стр.
- Цветан Тодоров, Памет за злото, изкушение на доброто. Анкета върху века, София: ЛИК, 2002, 381 стр.[2]
- Около Жак Дерида. Чудовищният дискурс, София: Дом на науките за човека и обществото, 2002, 447 стр.
- Цветан Тодоров, Новият световен безпорядък. Размисли на един европеец, София: Изток-Запад, 2003, 108 стр.[3]
- Места на памет, под ръководството на Пиер Нора
т. І, От Републиката до нацията, София: Дом на науките за човека и обществото, 2004, 598 с., ISBN 954-9567-15-X
т. ІІ, От архива до емблемата, София, 2005, 436 стр., ISBN 954-9567-21-4

### Преводи от български на френски език
- Anthologie du rire bulgare, Paris, UNESCO, 2000, 406 pp.
- От 1997 г., множество преводи на френски за списание Divinatio (шестмесечно издание), София: Дом на Науките за човека и обществото;  Divinatio, v.27, 2008 Le Silence sur le communisme
- Penser la transition, sous la direction d’Ivaylo Znepolski etc., St. Kliment Ohridski University of Sofia Press, Sofia, 2002, 431 pp., ISBN 954-07-1742-6
- Dimitar Tomov, Les séismes de l’amour, Sofia: Bestseller bulgare – Musée national du livre et de l’édition bulgares, 2005, 76 pp., ISBN 954-463-005-8
Les séismes de l’amour, nouvelle édition augmentée, Sofia: Bestseller bulgare – Musée national du livre et de l’édition bulgares, 2009, 208 pp., ISBN 978-954-463-117-8
- Boyan Bioltchev, L’Amazone de Varoe, Paris: Anabet, 2008, ISBN 978-2-35266-027-9, 331 pp.
- Le politiquement correct: les limites du tolérable et de l’intolérable, Sofia: Fakel, 2010, 80 pp.
- Les sciences politiques en Bulgarie, Sofia: Presses de la Nouvelle Université bulgare, 2010, 291 pp.